# Ilha Ratones Grande
Ratones Grande é a maior das duas ilhas marítimas situadas próximas à foz do Rio Ratones, em Florianópolis, no centro-leste do estado de Santa Catarina
Atribui-se a Juan Díaz de Solís, navegador e explorador a serviço da Coroa Espanhola, que aportou à Ilha de Santa Catarina, primeiramente em 1514, quando ainda era esta somente conhecida pelos indígenas e chamada por estes de Meiembipe, e ao avistar essas duas ilhas em forma de dois indios deitados sobre o mar, na Baía Norte, a qual denominou de Baía dos Ramos, tê-las batizado com os nomes de "Ratones" Grande e "Ratones" Pequeno (hoje Ilha Ratones Pequeno), logo "Islas de los Ratones".
Na Ilha de Ratones Grande existe a Fortaleza de Santo Antônio de Ratones (terceiro vértice de um sistema triangular de defesa, formado ainda, pelas Fortaleza de Santa Cruz de Anhatomirim e Fortaleza de São José da Ponta Grossa).
É uma atração turística de Florianópolis.